# Garth Ennis
Garth Ennis (* 16. ledna 1970, Holywood, Severní Irsko) je severoirský komiksový scenárista, který se prosadil i v USA. Svou kariéru započal u vydavatelství Fleetway Publications, ale brzy se prosadil i DC Comics a tamního imprintu Vertigo. Úspěch měl i u Marvel Comics. Proslul svou originální sérií Preacher (Kazatel) a prací na sériích Hitman, Punisher a Hellblazer. V současnosti vydává u menších vydavatelství, jako jsou Avatar Press a Dynamite Entertainment.

## Česky vydané komiksy
V České republice vydaly komiksy Gartha Ennise nakladatelství BB/art a CREW.

### Sešity
- 1997 - Judge Dredd: Piloruký Edward (v Crew #05)
- 1999 - Hitman (v Crew #12)
- 2002 - Punisher: Vítej zpátky, Franku (v Crew #21)
- 2003 - Lobo versus Hitman: Ten vyklobanej parchant (v Crew2 #05)
- 2004 - Hoši z Jihu (v Crew2 #11)
- 2005 - Hellblazer: Syn člověka (ochutnávka) (v Crew2 #14)
- 2007 - Preacher: Krev a whisky (v Crew2 #19)
- 2010 - Soudce Dredd: Popíkový vrah (v Crew2 #28)
- 2013 - Hellblazer: Deník Dannyho Drakea (v Crew2 #37)

### Knihy
- Kazatel (Preacher) (2004-2012):
  - 2004 - Preacher 1 - Jako pára nad Texasem / (Preacher #1–7, 1995)
  - 2006 - Preacher 2 - Až do konce světa / (Preacher #8–12, 1995-96)
  - 2007 - Preacher 3 - Lovci / (Preacher #13–17, 1996)
  - 2008 - Preacher 4 - Křižáci / (Preacher #18–26, 1996-97)
  - 2009 - Preacher 5 - Konec iluzí / (Preacher #27–33, 1997)
  - 2010 - Preacher 6 - Válka na slunci / (Preacher #34–40, 1997-98)
  - 2011 - Preacher 7 - Spása / (Preacher #41–50, 1998-99)
  - 2011 - Preacher 8 - A pak vypukne peklo / (Preacher #51–58, 1999-00)
  - 2012 - Preacher 9 - Alamo / (Preacher #59–66, 2000)
  - 2012 - Preacher - Pradávná historie / (Preacher Special: Saint of Killers #1-4, Cassidy: Blood and Whiskey, The Story of You-Know-Who a The Good Old Boys, 1996-98)

- Hitman (2004-2013):
  - 2004 - Hitman / (Hitman #1-7, 1996)
  - 2005 - Hitman 2: Místní hrdinové / (Hitman #8-14, 1996-97)
  - 2007 - Hitman 3: Zabijácké eso / (Hitman #15-22, 1997-98)
  - 2009 - Hitman 4: Odvážným štěstí přeje / (Hitman #23-28, 1998)
  - 2010 - Hitman 5: Tommyho hrdinové / (Hitman #29-36, 1998-99)
  - 2011 - Hitman 6: Lepší zítřky / (Hitman #37-44, 1999)
  - 2011 - Hitman 7: Stará páka / (Hitman #45-52, 1999-00)
  - 2012 - Hitman 8: Zavíračka / (Hitman #53-60, 2000-01)
  - 2013 - Hitman - Pár vražd navíc / (The Demon Annual 2: Bloodlines, Hitman One Million (Hitman # 1 000 000), Hitman Lobo That Stupid Bastich, Hitman: A Coffin full of dollars, How to be a superhero, JLA Hitman #1-2, 2000-07)

- Punisher (2004- dosud):
  - 2004 - The Punisher 1 / (The Punisher vol.4 #1-6, 2000)
  - 2004 - The Punisher 2 / (The Punisher vol. 4 #7-12, 2001)
  - 2005 - The Punisher 3
  - 2005 - The Punisher 4
  - 2008 - Punisher MAX 01: Na začátku / (Punisher vol. 6 MAX #1-6, 2004)
  - 2009 - Punisher MAX 00: Od kolébky do hrobu / (Punisher MAX: Born 1-4, 2004)
  - 2010 - Punisher MAX 02: Irská kuchyně / (Punisher vol. 6 MAX #7-12, 2004)
  - 2011 - Punisher MAX 03: Matička Rus / (Punisher vol. 6 MAX #13-18, 2005)
  - 2011 - Punisher MAX 04: Dole je nahoře, černá je bílá / (Punisher vol. 6 MAX #19-24, 2005)
  - 2012 - Punisher MAX 05: Otrokáři  / (Punisher vol. 6 MAX #25-30, 2005-06)
  - 2012 - Punisher MAX 06: Barracuda / (Punisher vol. 6 MAX #31-36, 2006)
  - 2013 - Punisher MAX 07: Muž z kamene / (Punisher vol. 6 MAX #37-42, 2006-07)
  - 2013 - Punisher MAX 08: Vdovy / (Punisher vol. 6 MAX #43-49, 2007)
  - 2013 - Ultimátní komiksový komplet #15: Punisher: Vítej zpátky, Franku - část 1 / (The Punisher vol.4 #1-6, 2000)
  - 2014 - Ultimátní komiksový komplet #17: Punisher: Vítej zpátky, Franku - část 2 / (The Punisher vol. 4 #7-12, 2001)

- Ghost Rider (2008-2012):
  - 2008 - Ghost Rider - Cesta do zatracení / (Ghost Rider #1-6, 2005-06)
  - 2012 - Ghost Rider - Cesta slz / (Ghost Rider: Trail of Tears #1-6, 2007)
  - 2015 - Ultimátní komiksový komplet #38: Ghost Rider - Cesta do zatracení / (Ghost Rider #1-6, 2005-06)

- Nick Fury (2009-2012):
  - 2009 - Fury - Bůh ochraňuj válku / (Fury #1-6, 2001)
  - 2012 - Fury - Mírotvůrce / (Fury: Peacemaker #1-6, 2001)

- Banda (2013- dosud):
  - 2013 - Banda 1 - Karty jsou rozdaný / (The Boys #1-6, 2006)
  - 2013 - Banda 2 - Nakládačka / (The Boys #7-13, 2006-07)

- 2007 - Hellblazer, John Constantine - Syn člověka / (Hellblazer #129-#133, 1998-99)
- 2011 - Thor: Vikingové / (Thor: Vikings #1-5, 2003-04)
- 2013 - Bitevní pole / (Battlefields: Night Witches #1-3, Dear Billy #1-3 a The Tankies #1-3, 2008-09)

- 2020 - Komiksový výběr Spider-Man #010: Pavučina / (sešity Spider-Man's Tangled Web (Vol. 1) #1–3, 2001)

### Fleetway
- Crisis: Troubled Souls (#15-20 a 22-27) (s John McCrea, 1989)
- Crisis: Suburban Hell (1990-91)
- Crisis: True Faith (#29-34 a 36-38) (s Warren Pleece, 1989–90)
- Crisis: For a Few Troubles More (#40-43 a 45-46) (s John McCrea, 1990)
- Revolver (1990-91)
- Judge Dredd Megazine: Chopper: Surf's Up (1990-93)
- Judge Dredd vol.2 #4-11 a #19-26 (1992-93)
- 2000 AD (1990-93)

### DC Comics
- The Demon v3 #40, 42-51, 0, 52-58, Annual #2 (s John McCrea, Nigel Dobbyn a Peter Snejbjerg, 1993–95)
- Hitman #1-60 (s John McCrea, 1993-01)
- Hitman/Lobo: That Stupid Bastich! (s Doug Mahnke, one-shot, 2000)
- JLA/Hitman #1-2 (s John McCrea, 2007)
- Loaded (s Greg Staples, one-shot, 1995)
- Bloody Mary #1-4 (s Carlos Ezquerra, Helix, 1996)
- Bloody Mary: Lady Liberty #1-4 (s Carlos Ezquerra, Helix, 1997)
- Batman: Legends of the Dark Knight #91-93: "Freakout" (s Will Simpson, 1997)
- Enemy Ace: War in Heaven #1-2 (s Chris Weston a Russ Heath, 2001)

### Vertigo
- Hellblazer #41-83 a #129-133 (s Will Simpson, 1991-98)
- Hellblazer: Heartland (s Steve Dillon, one-shot, 1997)
- Preacher #1-66 (s Steve Dillon, 1995-00)
- Goddess #1-8 (s Phil Winslade, 1995)
- Unknown Soldier #1-4 (s Killian Plunkett, 1997)
- Pride and Joy #1-4 (s John Higgins, 1997)
- Flinch #3: "Satanic" (s Kieron Dwyer, 1999)
- Weird War Tales Special: "Nosh and Barry and Eddie and Joe" (s Jim Lee, 2000)
- Adventures in the Rifle Brigade #1-3 (s Carlos Ezquerra, 2000)
- Adventures in the Rifle Brigade: Operation Bollock #1-3 (s Carlos Ezquerra, 2001)
- War Stories v.1 a v.2 (s různými, 2001-03)

### Wildstorm
- The Authority: Kev (s Glenn Fabry, 2002)
- The Authority: More Kev #1-4 (s Glenn Fabry, 2004)
- The Authority: The Magnificent Kevin #1-5 (s Carlos Ezquerra, 2005–06)
- A Man Called Kev #1-5 (s Carlos Ezquerra, 2006–07)
- Battler Britton #1-5 (s Colin Wilson, 2006–07)
- The Boys #1-6 (s Darick Robertson, 2006–07)
- Midnighter #1-6 (s Chris Sprouse a Glenn Fabry, 2007)

### Marvel Comics
- Punisher Kills the Marvel Universe (s Doug Braithwaite, one-shot, 1995)
- The Punisher v.4 #1-12: "Welcome Back, Frank" (s Steve Dillon, 2000–01)
- The Punisher v.5 #1-37 (s Steve Dillon, 2001–03)
- Marvel Knights Double Shot #1: "Roots" (s Joe Quesada, 2002)
- The Punisher/Painkiller Jane: "Lovesick" (s Joe Jusko a Dave Ross, one-shot, 2001)
- Punisher MAX: Born #1-4 (s Darick Robertson, 2003)
- The Punisher v.6 #1-60 (s Leandro Fernández a dalšími, 2004-08)
- The Punisher: The End (s Richard Corben, one-shot, 2004)
- The Punisher: The Cell (s Lewis LaRosa, one-shot, 2005)
- The Punisher: The Tyger (s John Severin, one-shot, 2006)
- Punisher MAX presents: Barracuda #1-5 (s Goran Parlov, 2007)
- The Punisher: Countdown (s Steve Dillon, 2004)
- The Punisher: War Zone v.2 #1-6 (s Steve Dillon, 2009)
- Hulk Smash! #1-2 (s John McCrea, 2001)
- Spider-Man's Tangled Web #1-3: "The Coming of the Thousand" (s John McCrea, 2001)
- Fury #1-6 (s Darick Robertson, MAX, 2001)
- Fury: Peacemaker #1-6 (s Darick Robertson, 2001)
- Fury MAX #1-13 (s Goran Parlov, 2012–13)
- Thor: Vikings #1-5 (s Glenn Fabry, MAX, 2003–04)
- Ghost Rider #1-6 (s Clayton Crain, 2005–06)
- Ghost Rider: Trail of Tears #1-6 (s Clayton Crain, 2007)
- War is Hell: The First Flight of the Phantom Eagle #1-5 (s Howard Chaykin, MAX, 2008)

### Avatar Press
- Bigger Dicks #1-4 (s John McCrea, 2002)
- Dicks 2 #1-4 (s John McCrea, 2002)
- X-Mas Special (s John McCrea, one-shot, 2003)
- Winter Special (s John McCrea, one-shot, 2005)
- Dicks #1-10 (s John McCrea, 2012)
- 303 #1-6 (s Jacen Burrows, 2004–05)
- Chronicles of Wormwood #1-6 (s Jacen Burrows, 2006–2007)
- The Last Enemy (s Rob Steen, 2007)
- The Last Battle #1-6 (s Oscar Jimenez, 2009–2011)
- Streets of Glory #1-6 (s Mike Wolfer, 2007)
- Crossed #0-9 (s Jacen Burrows, 2008–2010)
- Crossed: Badlands #1-3 (s Jacen Burrows, 2012)
- Crossed: Badlands #25-28 (s Jacen Burrows, 2013)

### Dynamite Entertainment
- The Boys #1-72 (s Darick Robertson, 2006-12)
- Battlefields: Night Witches #1-3 (s Russell Braun, 2008)
- Battlefields: Dear Billy #1-3 (s Peter Snejbjerg, 2009)
- Battlefields: The Tankies #1-3 (s Carlos Ezquerra, 2009)
- Battlefields #1-9 (s různými umělci, 2009-10)
- Battlefields v.2 #1- dosud (s Carlos Ezquerra, 2012–...)
- Jennifer Blood #1-6 (s Adriano Batista, Marcos Marz a Kewber Baal, 2011)
- The Shadow #1-6 (s Aaron Campbell, 2012)
- Red Team #1- dosud (s Craig Cermak, 2013–...)